# Tyvijärvi (sjö i Satakunta)
Tyvijärvi är en sjö i Finland. Den ligger i kommunen Björneborg i landskapet Satakunta, i den sydvästra delen av landet, 220 km nordväst om huvudstaden Helsingfors. Tyvijärvi ligger 30,3 meter över havet. Arean är 61,1 hektar och strandlinjen är 3,94 kilometer lång. Sjön  ingår i Kumo älvs huvudavrinningsområde.   I omgivningarna runt Tyvijärvi växer i huvudsak blandskog. Den sträcker sig 1,5 kilometer i nord-sydlig riktning, och 1,5 kilometer i öst-västlig riktning.